# Veuil
Veuil is een gemeente in het Franse departement Indre (regio Centre-Val de Loire) en telt 364 inwoners (1999). De plaats maakt deel uit van het arrondissement Châteauroux.

## Geografie
De oppervlakte van Veuil bedraagt 19,3 km², de bevolkingsdichtheid is 18,9 inwoners per km².

## Verkeer en vervoer
In de gemeente ligt spoorwegstation La Gauterie.
De onderstaande kaart toont de ligging van Veuil met de belangrijkste infrastructuur en aangrenzende gemeenten.

## Demografie
Onderstaande figuur toont het verloop van het inwonertal (bron: INSEE-tellingen).